# روسنفت
روس نفط (الروسية: Росне́фть)، هي شركة نفط متكاملة أغلبيتها مملوكة للحكومة الروسية. روس نفط مقرها الرئيسي في مقاطعة بلاتشوج، موسكو، بالقرب من الكرملين، على نهر موسكفا. أصبحت روس نفط من الشركات الروسية الرائدة في مجال استخراج وتكرير النفط بعد شراءها أصول عملاق النفط السابق بوكوس في مناقصة حكومية.

### صفقة الرصيف القاري مع ب پ وإكسون‌موبيل

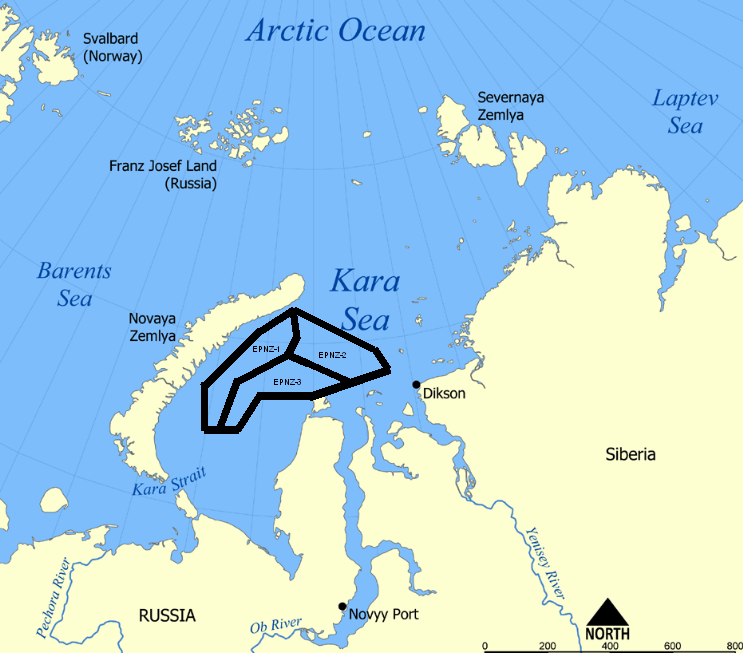
موقع مناطق النفط والغاز EPNZ-1، EPNZ-2 وEPNZ-3 في بكرة كارا.

## الإدارة

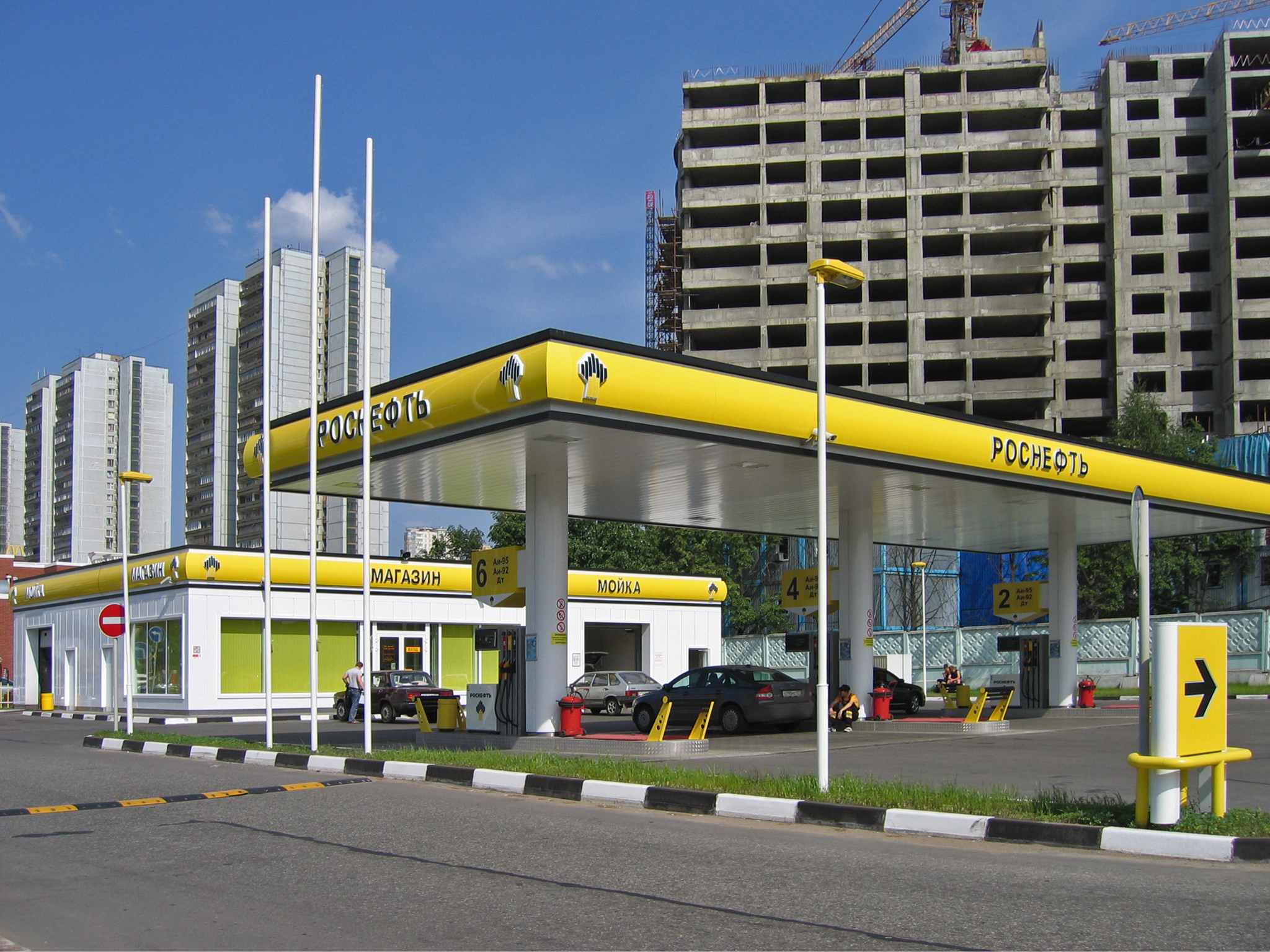
محطة نفط روس نفط في موسكو.

في ديسمبر 2006، كان مجلس إدارة روس نفط يتكون من:
- إيگور ستشين (الرئيس، ونائب رئيس الوزراء)
- سرگي بوگداتشيكوڤ (رئيس روس نفط)
- هانز يورگ رودلوف (رئيس لجنة التدقيق، رئيس بنك باركليز كاپيتال)
- نيكولاي لاڤروڤ (نائب الرئيس)
- سرگي شيشين (نائب الرئيس)
- دميتري شوگاييڤ (عضو)
- ميخائيل كوزولڤ (عضو)
- إليا شربوڤيتش (عضو)
- أندري كوستين (رئيس، Committee for Staff & Fees Allocation, CEO of بنك في تي بي)
- ألكسندر نكيپلوڤ (رئيس، لجنة التخطيط الاستراتيجي، الأكاديمية الروسية للعلوم)
- كيريل أندروسوڤ (نائب وزير التجارة والتنمية الاقتصادية الروسي)
- سرگي ناريشكين (نائب الرئيس، رئيس الأركان الروسية)
- گلب نيكيتين (نائب الرئيس)
- أندري روس (نائب وزير الصناعة وعلم الطاقة الروسي)[9]

في ديسمبر 2006، كان لجنة إدارة روس نفط تتكون من:
- نيكولاي بوريسنكو (نائب أول الرئيس)
- سرگي كودرياشوڤ (نائب أول الرئيس)
- أناتولي بارانوڤسكي (نائب الرئيس)
- ستفان زمليوك (نائب الرئيس)
- سون نه كيم (رئيس الحسابات)
- پيتر ليود أوبريان
- ريزو تورسونوڤ (نائب الرئيس).[10]

عضو مجلس الإدارة
- ماثياس ڤرنيتش –  عضو سابق في قوات الأمن الألمانية الشرقية (STASI) [11]

## العلاقات مع مصر
مصر تتسلم أول شحنة غاز مسال من «روس نفط» في مايو 2016. وكان السيسي وبوتن أعلنا في 2015 عن استيراد مصر 24 شحنة، إلا أن خمس شحنات فقط وُقِّع عقد بشأنهم.

## الهوامش
1. ↑  مُعرِّف أوبن سانكشنز (OpenSanctions): NK-4C4LEUKsLKwUnJmGeJjnp2. مذكور في: OpenSanctions.
2. ↑  وصلة مرجع: https://www.rosneft.com/upload/site2/document_file/a_report_2019_eng.pdf. الصفحة: 157.
3. ↑  وصلة مرجع: https://www.rosneft.ru/docs/report/2019/ru/sustainable-development/personnel-social-programs.html.
4. ↑  "Moscow Exchange - ROSN". اطلع عليه بتاريخ 2018-03-12.
5. 1 2 3 4  "2021 Full Year IFRS" (PDF) (بالإنجليزية). روسنفت. 11 Feb 2022. p. 90. Retrieved 2022-02-11.{{استشهاد ويب}}:  صيانة الاستشهاد: لغة غير مدعومة (link)
6. ↑  وصلة مرجع: https://www.reuters.com/markets/companies/ROSN.MM. مسار الأرشيف: https://web.archive.org/web/20220531150854/https://www.reuters.com/markets/companies/ROSN.MM. تاريخ الأرشيف: 31 مايو 2022 (يولياني).
7. ↑  
"Rosneft finalizes TNK-BP deal, becomes world's largest oil producer". RT. 21 مارس 2013. مؤرشف من الأصل في 2019-02-22. اطلع عليه بتاريخ 2013-03-25.
8. ↑  
Soldatkin، Vladimir؛ Callus، Andrew (22 مارس 2013). "Rosneft pays out in historic TNK-BP deal completion". رويترز. مؤرشف من الأصل في 2015-09-29. اطلع عليه بتاريخ 2013-03-25.
9. ↑  "Rosneft's Board of Directors". Rosneft. مؤرشف من الأصل في 2016-06-09. اطلع عليه بتاريخ 2007-08-27.
10. ↑  "Rosneft's Management Board". Rosneft. مؤرشف من الأصل في 2016-05-10. اطلع عليه بتاريخ 2007-08-27.
11. ↑  . نسخة محفوظة 23 مارس 2020 على موقع واي باك مشين.
12. ↑  Shoaib-ur-Rehman Siddiqui (5 مايو 2016). "EGYPT TO RECEIVE FIRST LNG SHIPMENT FROM ROSNEFT IN MAY". Business Recorder. مؤرشف من الأصل في 2020-01-11.

## وصلات خارجية
- الموقع الرسمي
- Rosneft Oil production, refining, reserves and capex by division, segment and period (Grmike, wikinvest) نسخة محفوظة 1 أكتوبر 2017 على موقع واي باك مشين.
- Yahoo! –  OAO Rosneft Oil Company Company Profile
- Rosneft Oil analytics information
- Rosneft ecosystem in Russia (2013)